# 順德聯誼總會譚伯羽中學

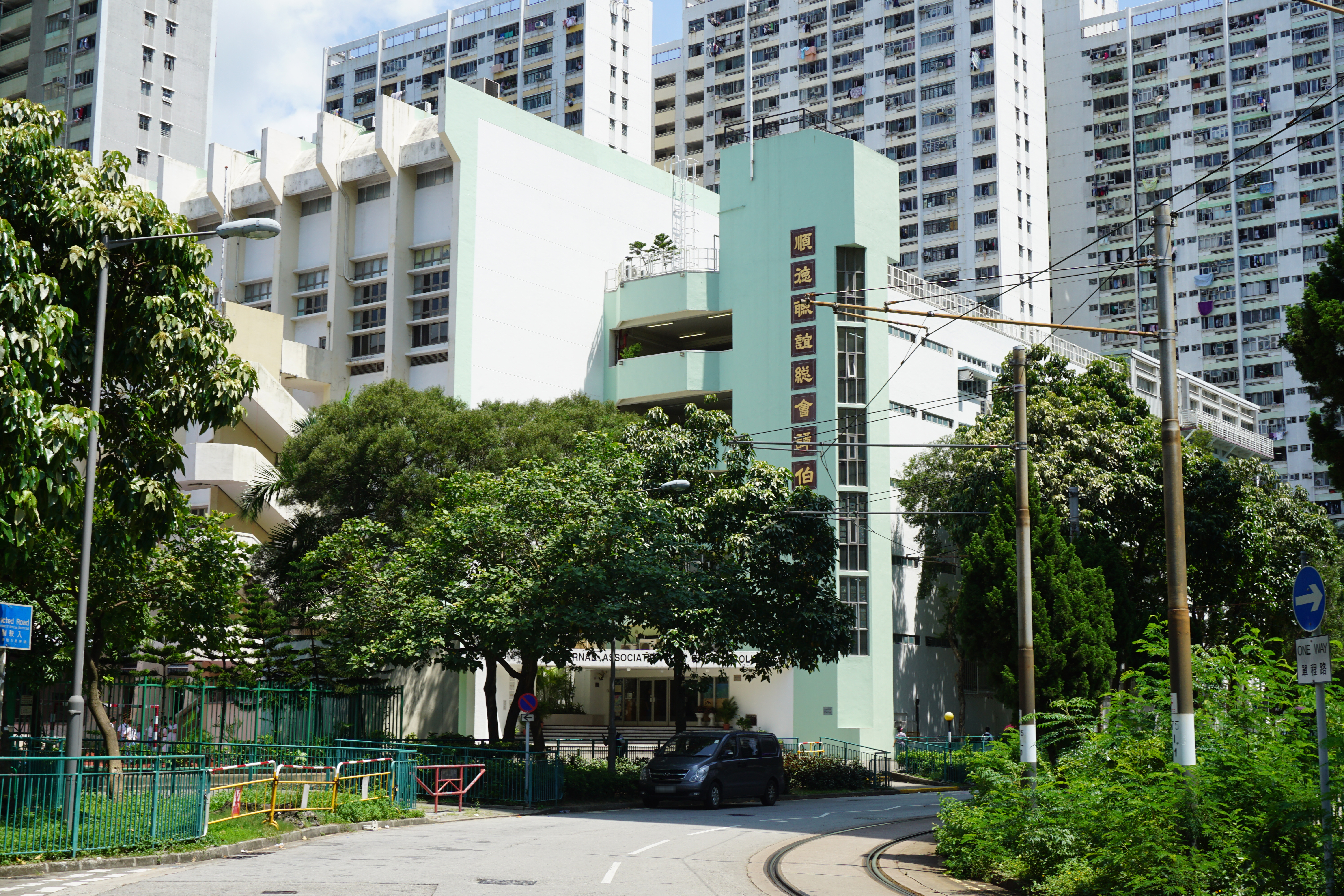
校舍東面

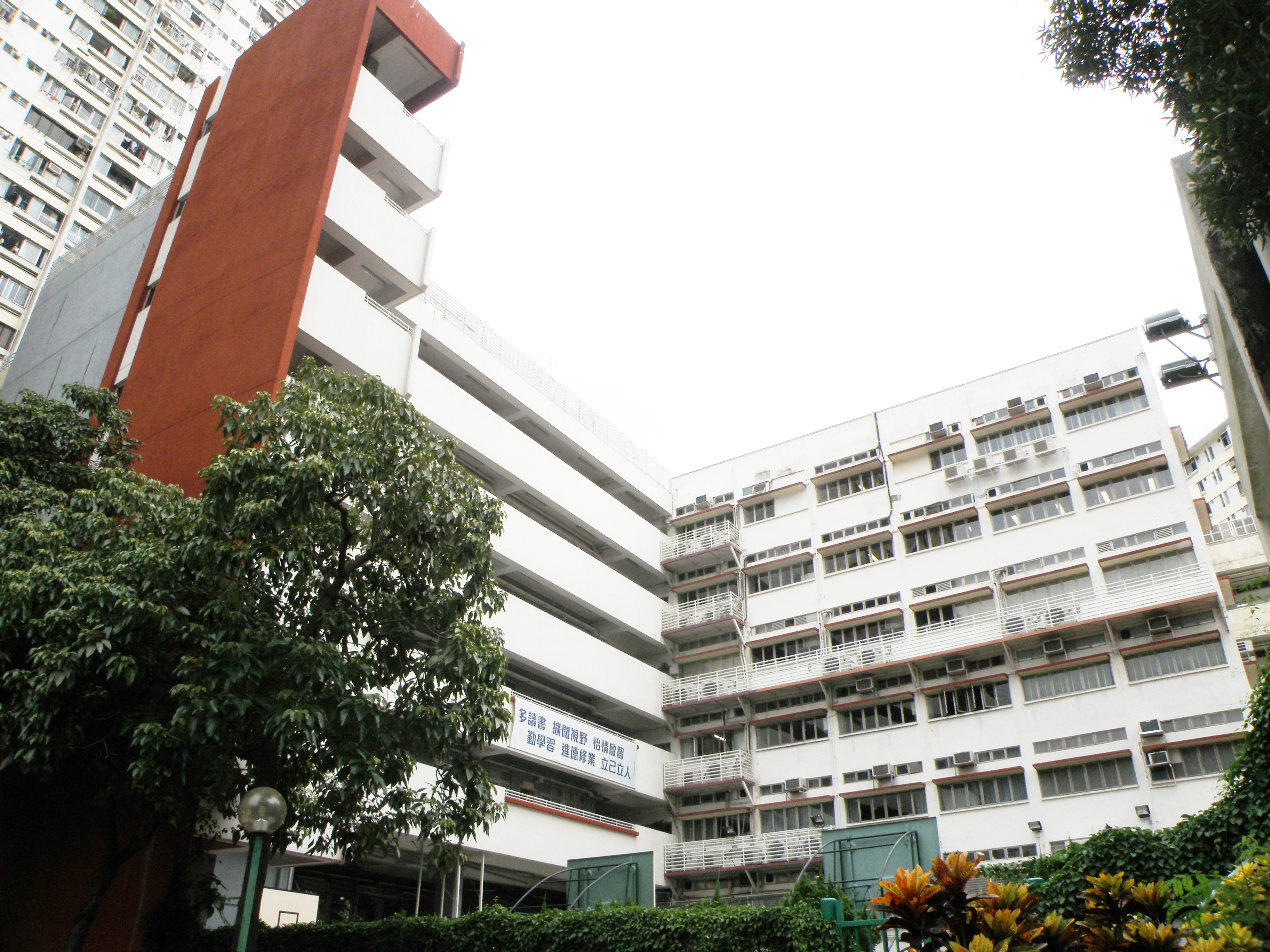
翻油前的校舍西面

順德聯誼總會譚伯羽中學（英語：Shun Tak Fraternal Association Tam Pak Yu College）位於香港屯門友愛邨的一所連環型校舍，於1980年創校，為順德聯誼總會所創立的第三間中學，是一所政府資助的全日制男女中學。學校由順德聯誼總會前會長譚伯羽先生於1978年慷慨捐資興辦而命名。該校現任校長為尹仲其，而現任助理校長為蔡志立。

## 教學語言政策
該校是一所CMI中學（中文中學），初中以母語教學，高中理科則以英語為教學語言（於2003/2004年度前之高中理科是以母語教學，但2002/2003年度該校決定2003/2004年度中四開始，理科班及數學科改以英語教學）。
其後，於2005/2006年度，中三各班實行公投，決定2006/2007年度中四理科班的教學語言。最後決定為2006/2007及2007/2008年度，中四理科班其中一班以英語授課，另一班以母語作授課語言，部分英文班學生亦可以自行決定部分科目以中文作授課語言。
早在香港政府推行母語教學前，該校已大力推動該政策於學校內實行。當時校方的初中使用母語教學，高中則改以英語教學，以達至升讀大學的要求。直至政府落實推行母語教學後，學校改為初、高中全以母語為教學語言。直至2003年，時任校長何奇韜發覺中文中學理科學生較難尋找學位，校長為顧及部份未能原校升讀中六的學生，於是決定初中繼續使用母語的同時，高中理科就改以英語教學。
譚伯羽中學秉承母會（順德聯誼總會）昭示屬校校訓：文、行、忠、信作為施教綱目，以博學多聞、敦品勵行、盡忠職守、誠實不欺的四教規範教導學生，使其將來能成為有文化、有學識、有高尚情操，熱心服務社會，為國家貢獻力量之良好公民。

## 歷屆行政人員

### 校監[1]
- 梁中力 先生（1980年-1993年，創校校監，任內離世）
- 蘇善祥 先生（1993年-？）
- 何德心 先生（現任校監）

### 校長
- 徐憲清 先生（1980年-2000年[1]，創校校長，曾於崇蘭中學及港九潮州公會中學任職）
- 何奇韜 先生
- 康艷美 女士
- 尹仲其 先生（現任校長）

## 爭議
在2007-2008年度的中六理科班，在實行英文教學和要求的壓力下，有部分的學生因未能適應，成績未如理想。學校方面指不想學生再浪費時間於高考上，以免他們最後都不能升讀大學，所以建議成績不達標的同學轉讀其他專科課程，以致2008-2009的中七理科人數由30人剩下18人（該12人中包括被勸轉的學生、一些中途已到外地升學及兩名拔尖學生，一人留校重讀中六）。

## 知名校友
- 周海媚（1985年中五[2]）：已故香港著名女藝人
- 梁小冰（肄業）：前香港女藝人
- 竺兆豪（1994年中七）: 香港大學外科學系前副教授、瑪麗醫院肝臟移植中心前副主任。現任香港中文大學外科學系教授。
- 鄧智偉（1995年中七[2]）：前無綫電視音樂總監、Unleash Entertainment 創辦人
- 袁卓華：音響設計藝術家（現於香港演藝學院教授音響設計）
- 黃梓謙：香港政治人物、前民主思路聯席召集人
- 林明恩：屯門區區議員
- 林健翔：屯門區區議員

## 外部連結
- 順德聯誼總會譚伯羽中學 校網 （页面存档备份，存于）